# Toni Livers
Toni Livers (* 2. Juni 1983 in Trun) ist ein ehemaliger Schweizer Skilangläufer.

## Werdegang
Toni Livers trat seit Ende 1999 in internationalen Rennen an. Der Mittel- und Langstreckenspezialist der Gardes Frontière startete zunächst in FIS- und Continental-Cup-Rennen. Bei der Junioren-WM 2002 in Schonach war ein zwölfter Platz über 10 Kilometer sein bestes Ergebnis, über 30 Kilometer belegte er den 16. Rang. Ein Jahr später in Sollefteå erreichte er bei den Junioren-Weltmeisterschaften 2003 den vierten Rang auf der 30-Kilometer-Strecke und den zehnten Platz über 10 Kilometer. Im Dezember 2003 debütierte Livers in Davos im Rahmen eines Rennens über 15 Kilometer als 72. im Skilanglauf-Weltcup. Danach startete er meist weiter in unterklassigen Rennen und nur selten im Weltcup, konnte seine Leistungen dort jedoch stetig stabilisieren und verbessern. 2005 nahm er in Oberstdorf erstmals an einer Nordischen Ski-WM teil. Über 15 Kilometer erreichte er den 21. Platz. In der Saison 2005/06 wurden die Einsätze im Weltcup häufiger. Mehrfach konnte er Platzierungen im Bereich der Weltcuppunkte erzielen. Höhepunkt der Saison wurde die Teilnahme an den Olympischen Winterspielen 2006 von Turin. Bei den Rennen von Pragelato Plan startete er im Skiathlon (40.) und über 50 Kilometer (32.). Mit der Schweizer Staffel wurde er Siebter. Die nacholympische Saison 2006/07 brachte Livers’ ersten Weltcupsieg. In Davos gewann er am 3. Februar 2007 über 15 Kilometer, musste sich den Sieg allerdings mit dem zeitgleichen Franzosen Vincent Vittoz teilen. Zuvor hatte er bei der Winter-Universiade 2007 im italienischen Pragelato den vierten Platz über 30 Kilometer erreicht. Bei den Nordischen Skiweltmeisterschaften 2007 in Sapporo wurde er Neunter im Skiathlon, mit der Staffel Zehnter und erreichte über 15 Kilometer den 37. Rang. Zum Beginn der folgenden Saison belegte er in Beitostølen den sechsten Platz über 15 km klassisch. Es folgten vorwiegend Platzierungen im Mittelfeld. Im März 2008 wurde er Schweizer Skilanglaufmeister im 50-km-Massenstartrennen.
Bei der Tour de Ski 2008/09 erreichte Livers den 14. Platz in der Gesamtwertung. Seine besten Platzierungen bei den folgenden Nordischen Skiweltmeisterschaften 2009 in Liberec waren der 14. Platz im 50-km-Massenstartrennen und der siebte Rang mit der Staffel. Über 15 Kilometer wurde er 26., und im Skiathlon kam er als 38. ins Ziel. Bei der Schweizer Skilanglaufmeisterschaft 2009 gewann er Bronze im Sprint und Silber über 15 km Freistil. Die Saison beendete er auf dem 34. Platz in der Weltcupgesamtwertung. Bei den Olympischen Winterspielen 2010 in Vancouver kam er auf den 22. Platz im 30-km-Skiathlonrennen, den 12. Rang über 15 km Freistil und den zehnten Platz mit der Staffel. Bei der Schweizer Skilanglaufmeisterschaft 2010 gewann er Gold über 15 km klassisch und im 20-km-Skiathlonrennen. Im Dezember 2010 holte er in La Clusaz in der Staffel seinen zweiten Weltcupsieg. Bei den Nordischen Skiweltmeisterschaften 2011 in Oslo erreichte er den 55. Platz im 50-km-Massenstartrennen, den 54. Platz im 30-km-Skiathlonrennen und den neunten Rang mit der Staffel. Seit 2011 trat er vorwiegend an Rennen des Skilanglauf-Marathon-Cups an, bei denen er mehrere Podestplatzierungen erringen konnte und 2014 den fünften Rang in der Gesamtwertung belegte. Die Tour de Ski 2012/13 und 2013/14 beendete er auf dem 50. und dem 31. Platz in der Gesamtwertung. Bei den Nordischen Skiweltmeisterschaften 2013 im Val di Fiemme kam er auf den 16. Platz über 15 km Freistil und den sechsten Rang mit der Staffel. Im Mai 2013 siegte er beim Fossavatnsgangan. Den 30. Platz im 50-km-Massenstartrennen und den siebten Rang mit der Staffel holte er bei den Olympischen Winterspielen 2014 in Sotschi.
Zu Beginn der Saison 2014/15 belegte er den 31. Platz bei der Nordic Opening in Lillehammer. Die Tour de Ski 2015 beendete er auf dem 12. Platz. Im Januar 2015 gewann er den Dolomitenlauf. Bei den Nordischen Skiweltmeisterschaften 2015 in Falun kam er auf den 15. Platz über 15 km Freistil und den fünften Rang in der Staffel. Im April 2015 siegte er beim Ugra Skimarathon und beim Skarverennet. Die Saison beendete er auf dem 30. Platz im Gesamtweltcup und auf dem dritten Rang im Marathon-Cup. In der folgenden Saison kam er im Weltcup bei Einzelrennen 11-mal in die Punkteränge, darunter der 23. Platz bei der Tour de Ski 2016. Im Januar 2016 wurde er beim La Foulée Blanche Zweiter. Anfang März 2016 siegte er beim Bieg Piastów und gewann einen Tag später beim Alpencup am Grossen Arber über 30 km Freistil. Es folgte der zweite Platz beim Engadin Skimarathon. Beim letzten Saisonrennen beim Ugra Skimarathon siegte er in Chanty-Mansijsk und gewann die Gesamtwertung des Worldloppet Cups. Im April 2016 gewann er beim Skarverennet. In der Saison 2016/17 belegte er den 54. Platz bei der Weltcup-Minitour in Lillehammer und den 20. Rang bei der Tour de Ski 2016/17. Beim Saisonhöhepunkt, den nordischen Skiweltmeisterschaften 2017 in Lahti, errang er den 37. Platz im 50-km-Massenstartrennen. Bei den Schweizer Meisterschaften 2017 in Val Müstair wurde er jeweils Zweiter über 50 km klassisch und zusammen mit Jason Rüesch im Teamsprint. Die Tour de Ski 2017/18 beendete er auf dem 22. Platz. Bei den Olympischen Winterspielen 2018 in Pyeongchang lief er auf den 40. Platz im Skiathlon, auf den 34. Rang über 15 km Freistil und auf den 11. Platz mit der Staffel.
In der Saison 2018/19 belegte Livers den 42. Platz beim Lillehammer Triple und den 31. Rang bei der Tour de Ski 2018/19. Im Januar 2019 gewann er den Dolomitenlauf. Anfang Februar 2019 wurde er in Engelberg Schweizer Meister über 15 km Freistil. Beim Saisonhöhepunkt, den nordischen Skiweltmeisterschaften 2019 in Seefeld in Tirol, lief er auf den 24. Platz im 50-km-Massenstartrennen und auf den achten Rang mit der Staffel.
Im folgenden Jahr ging er fünf Mal im Weltcup an den Start, konnte jedoch keine Platzierung in den Punkterängen erreichen. Bei den Schweizer Meisterschaften in Realp belegte er den dritten Platz über 15 km klassisch und den ersten Rang in der Verfolgung. Im März 2020 ging er beim Wasalauf an den Start, bevor er im April sein Karriereende bekanntgab.

## Erfolge

### Siege bei Weltcuprennen

#### Weltcupsiege im Einzel
| Nr. | Datum           | Ort   | Disziplin                        |
| --- | --------------- | ----- | -------------------------------- |
| 1.  | 3. Februar 2007 | Davos | 15 km Freistil Individualstart 1 |

#### Weltcupsiege im Team
| Nr. | Datum             | Ort       | Disziplin           |
| --- | ----------------- | --------- | ------------------- |
| 1.  | 19. Dezember 2010 | La Clusaz | 4 × 10 km Staffel 2 |

### Siege bei Continental-Cup-Rennen
| Nr. | Datum        | Ort   | Disziplin                  | Serie    |
| --- | ------------ | ----- | -------------------------- | -------- |
| 1.  | 6. März 2016 | Arber | 30 km Freistil Massenstart | Alpencup |

### Siege bei Worldloppet-Cup-Rennen
Anmerkung: Vor der Saison 2015/16 hiess der Worldloppet Cup noch Marathon Cup.
| Nr. | Datum           | Ort              | Rennen            | Disziplin                   |
| --- | --------------- | ---------------- | ----------------- | --------------------------- |
| 1.  | 18. Januar 2015 | Lienz            | Dolomitenlauf     | 42 km Freistil Massenstart  |
| 2.  | 11. April 2015  | Chanty-Mansijsk  | Ugra Ski Marathon | 30 km Freistil Massenstart  |
| 3.  | 5. März 2016    | Szklarska Poręba | Bieg Piastów      | 54 km klassisch Massenstart |
| 4.  | 2. April 2016   | Chanty-Mansijsk  | Ugra Ski Marathon | 50 km Freistil Massenstart  |
| 5.  | 20. Januar 2019 | Obertilliach     | Dolomitenlauf     | 60 km Freistil Massenstart  |

### Sonstige Siege bei Skimarathon-Rennen
- 2013 Fossavatnsgangan, 50 km Freistil
- 2015 Skarverennet, 38 km Freistil
- 2016 Skarverennet, 38 km Freistil

### Medaillen bei nationalen Meisterschaften
- 2003: Bronze mit der Staffel
- 2005: Gold mit der Staffel
- 2006: Silber mit der Staffel
- 2007: Gold mit der Staffel
- 2008: Gold über 50 km, Gold mit der Staffel
- 2009: Gold im Skiathlon, Gold über 50 km, Silber über 15 km, Bronze im Sprint
- 2010: Gold im Skiathlon, Gold über 15 km
- 2011: Silber mit der Staffel
- 2012: Gold mit der Staffel, Bronze über 50 km
- 2013: Gold mit der Staffel, Gold über 50 km, Gold in der Verfolgung, Bronze über 15 km
- 2014: Gold mit der Staffel, Silber über 50 km
- 2015: Gold im Teamsprint, Silber über 50 km
- 2016: Gold über 50 km, Silber mit der Staffel
- 2017: Silber über 50 km, Silber mit der Staffel
- 2019: Gold über 15 km, Bronze im Teamsprint
- 2020: Gold in der Verfolgung Bronze über 15 km
- 2022: Silber über 50 km
- 2023: Silber über 50 km, Bronze im Teamsprint
- 2024: Gold mit der Staffel
- 2025: Bronze über 50 km

## Teilnahmen an Weltmeisterschaften und Olympischen Winterspielen

### Olympische Spiele
- 2006 Turin: 7. Platz Staffel, 32. Platz 50 km Freistil Massenstart, 40. Platz 30 km Skiathlon
- 2010 Vancouver: 10. Platz Staffel, 12. Platz 15 km Freistil, 22. Platz 30 km Skiathlon
- 2014 Sotschi: 7. Platz Staffel, 30. Platz 50 km Freistil Massenstart
- 2018 Pyeongchang: 11. Platz Staffel, 34. Platz 15 km Freistil, 40. Platz 30 km Skiathlon

### Nordische Skiweltmeisterschaften
- 2005 Oberstdorf: 21. Platz 15 km Freistil
- 2007 Sapporo: 9. Platz 30 km Skiathlon, 10. Platz Staffel, 37. Platz 15 km Freistil
- 2009 Liberec: 7. Platz Staffel, 14. Platz 50 km Freistil Massenstart, 26. Platz 15 km klassisch, 28. Platz 30 km Skiathlon
- 2011 Oslo: 9. Platz Staffel, 54. Platz 30 km Skiathlon, 55. Platz 50 km Freistil Massenstart
- 2013 Val di Fiemme: 6. Platz Staffel, 16. Platz 15 km Freistil
- 2015 Falun: 5. Platz Staffel, 15. Platz 15 km Freistil
- 2017 Lahti: 37. Platz 50 km Freistil Massenstart
- 2019 Seefeld in Tirol: 8. Platz Staffel, 24. Platz 50 km Freistil Massenstart

## Platzierungen im Weltcup

### Weltcup-Statistik
Die Tabelle zeigt die erreichten Platzierungen im Einzelnen.
- 1.–3. Platz: Anzahl der Podiumsplatzierungen
- Top 10: Anzahl der Platzierungen unter den ersten zehn
- Punkteränge: Anzahl der Platzierungen innerhalb der Punkteränge
- Starts: Anzahl gelaufener Rennen in der jeweiligen Disziplin
- Hinweis: Bei den Distanzrennen erfolgt die Einordnung gemäss FIS.

| Platzierung         | Distanzrennen a | Distanzrennen a | Distanzrennen a | Distanzrennen a | Distanzrennen a | Skiathlon Verfolgung | Sprint | Etappen- rennen b | Gesamt | Team c | Team c  |
| Platzierung         | ≤ 5 km          | ≤ 10 km         | ≤ 15 km         | ≤ 30 km         | > 30 km         | Skiathlon Verfolgung | Sprint | Etappen- rennen b | Gesamt | Sprint | Staffel |
| ------------------- | --------------- | --------------- | --------------- | --------------- | --------------- | -------------------- | ------ | ----------------- | ------ | ------ | ------- |
| 1. Platz            |                 |                 | 1               |                 |                 |                      |        |                   | 1      |        | 1       |
| 2. Platz            |                 |                 |                 |                 |                 |                      |        |                   |        |        |         |
| 3. Platz            |                 |                 |                 |                 |                 | 1                    |        |                   | 1      |        |         |
| Top 10              |                 | 2               | 7               | 1               |                 | 3                    |        |                   | 13     |        | 15      |
| Punkteränge         | 2               | 6               | 32              | 8               | 3               | 21                   |        | 6                 | 78     |        | 21      |
| Starts              | 9               | 14              | 70              | 13              | 5               | 44                   | 31     | 16                | 202    |        | 21      |
| Stand: Karriereende |                 |                 |                 |                 |                 |                      |        |                   |        |        |         |

### Weltcup-Gesamtplatzierungen
| Saison  | Gesamt | Gesamt | Distanz | Distanz | Sprint | Sprint |
| Saison  | Punkte | Platz  | Punkte  | Platz   | Punkte | Platz  |
| ------- | ------ | ------ | ------- | ------- | ------ | ------ |
| 2005/06 | 22     | 118.   | 22      | 79.     | –      | –      |
| 2006/07 | 122    | 43.    | 122     | 23.     | –      | –      |
| 2007/08 | 120    | 55.    | 117     | 33.     | 3      | 105.   |
| 2008/09 | 208    | 34.    | 136     | 30.     | –      | –      |
| 2009/10 | 111    | 63.    | 111     | 33.     | –      | –      |
| 2010/11 | 40     | 93.    | 30      | 62.     | –      | –      |
| 2011/12 | 24     | 120.   | 24      | 75.     | –      | –      |
| 2012/13 | 14     | 134.   | 14      | 85.     | –      | –      |
| 2013/14 | 42     | 99.    | 42      | 59.     | –      | –      |
| 2014/15 | 237    | 30.    | 149     | 31.     | –      | –      |
| 2015/16 | 160    | 44.    | 128     | 28.     | –      | –      |
| 2016/17 | 176    | 36.    | 132     | 28.     | –      | –      |
| 2017/18 | 91     | 58.    | 55      | 45.     | –      | –      |
| 2018/19 | 34     | 93.    | 34      | 60.     | –      | –      |